# Dunkle Glanzleuchteralge
Die Dunkle Glanzleuchteralge (Nitella opaca) ist eine Art der Armleuchteralgen (Charophyceae). Sie ist beinahe weltweit verbreitet, aber regional selten. Die Art lebt im Süßwasser, kommt aber auch gelegentlich in Brackwasser vor. Aufgrund ihres geringen Lichtbedarfs kommt sie am Grund von Seen bis in größere Wassertiefen vor.

## Merkmale
Die Dunkle Glanzleuchteralge ist meist dunkelgrün gefärbt, glänzend und durchscheinend. Die zarten Pflanzen kollabieren meist, wenn sie aus dem Wasser gezogen werden. Gelegentlich können sie mit Kalkeinlagerungen inkrustiert sein. Die Sprosse erreichen meist eine Länge von ca. 10 bis 30 Zentimeter, können aber ausnahmsweise von 5 bis 100 Zentimeter lang sein. Der Durchmesser der Sprosse liegt bei 0,5 bis 0,8, selten bis 1,5 Millimeter. Wie typisch für die Verwandtschaft, besteht er aus Abschnitten (Internodien), in die Knoten (Nodien) mit quirlförmig ansitzenden Seitensprossen eingeschaltet sind. Bei der Art sind die Internodien etwa genauso lang bis viermal so lang wie die Quirläste, sie können, zumal im Spitzenabschnitt des Sprosses, aber auch dichter sitzen. Pro Quirl sitzen sechs bis acht sterile Seitensprosse an, diese sind 1,5 bis 5, gelegentlich bis 6,5 Zentimeter lang und ungeteilt oder einmal verzweigt. Insbesondere in Fließgewässern können die Seitensprosse kammartig in dieselbe Richtung zeigen, dies ist aber als Merkmal sehr unzuverlässig. Wie typisch für die Gattung ist die Art unberindet, besitzt keine Stacheln, auch die Stipularen genannten, kleinen, oft zugespitzten Zellen an der Basis der Quirläste (typisch für die Gattung Chara) fehlen.
Fertile Seitensprosse sitzen bei der Art zu einem bis zwei an den Knoten an, sie sind kurz und wirken oft kopfig gehäuft. Die Art ist zweihäusig (diözisch), männliche und weibliche Organe sitzen also getrennt voneinander auf verschiedenen Pflanzen. Die weiblichen Oogonien sitzen einzeln oder paarweise, selten zu dreien, an den Verzweigungsstellen der Quirläste. Sie sind nicht von einer bleibenden Schleimhülle umhüllt und etwa 450–700 μm lang und 400–600 μm breit. Die umhüllenden schraubenförmigen Spiralzellen bilden sieben bis neun Windungen aus, die an der Spitze ein kleines „Krönchen“ bilden. Die befruchtete Eizelle (Oospore) ist dunkelbraun bis schwarz gefärbt, sie trägt fünf bis sieben (selten acht) Rippen. Die männlichen Antheridien besitzen 400–800 (650–770) μm Durchmesser.
Sie sind von grünlichbraun bis orangebraun gefärbt und sitzen einzeln oder zu zweien nahe der Verzweigung der Quirläste. Sie reifen etwa zeitgleich zu den Oogonien.
Die Art ist sehr variabel und formenreich und bildet, je nach Umweltbedingungen, zahlreiche Wuchsmodifikationen aus. Formen der Fließgewässer sind meist langgestreckt und spärlich verzweigt. Die Art kann sich gelegentlich auch vegetativ durch Brutknöllchen (Bulbillen) fortpflanzen.

### Ähnliche Arten
Die Art ist sehr ähnlich zur Biegsamen Glanzleuchteralge (Nitella flexilis) und von dieser Art vegetativ nicht sicher unterscheidbar. Einziges verlässliches Bestimmungsmerkmal ist, dass diese Art einhäusig (monözisch) ist. Typisch ist auch, dass bei der Dunklen Glanzleuchteralge die Quirläste öfters zu dichten Köpfchen zusammengezogen sind.

## Ökologie und Standorte
Die Dunkle Glanzleuchteralge gilt als typische Frühjahrsart. Teilweise erfolgt die Keimung bereits im Herbst des Vorjahrs, sie ist dann zweijährig. Die Gametangien reifen in Mitteleuropa im Flachwasser meist im April bis Mai, in flachen Gewässern der Mittelmeerregion im März. In flachen Gewässern Norddeutschlands ist die Art bereits schon Mitte Mai aus den Gewässern verschwunden. Die Bestände in tiefen Seen können hingegen fast ganzjährig ausdauernd sein. Bestände in tieferen Wasserschichten fruchten erst später im Jahr, im Hochsommer. In Polen wird die Art in der Tiefenzone mesotropher Klarwasserseen, in Wassertiefen bis 16 Meter, angegeben, sie ist hier in dieser Tiefe die einzige Armleuchteralgen-Art. Im Flachwasser kommt sie seltener vor, etwa in Torfstichen.
Die Art besitzt eine weite ökologische Amplitude und kommt daher in einer Vielzahl unterschiedlicher Gewässertypen, meist in Standgewässern, gelegentlich aber auch in Fließgewässern, vor. Sie bevorzugt oligotrophe bis mesotrophe Gewässer mit klarem, ungetrübtem Wasser, kommt aber gelegentlich auch in eutrophen Gewässern vor. Auch in Bezug auf die Wasserhärte ist sie flexibel und kommt sowohl in kalkreichen wie in kalkarmen Gewässern vor. Sie bevorzugt neutrale Gewässer kommt aber in schwach sauren und alkalischen Gewässern ebenfalls vor. Im Gegensatz zu anderen Armleuchteralgen hat sie nur geringe Ansprüche an den Kalkgehalt. Die Art wächst in Strandseen und küstennahen Gewässern bis zu einem Salzgehalt von etwa 44 Milligramm  pro Liter, in den Niederlanden bis 226 Milligramm pro Liter. Sie kommt in einigen Buchten der Ostsee im Brackwasserbereich vor. Im Gegensatz zu anderen Armleuchteralgen sind Einart-Dominanzbestände der Art eher die Ausnahme, meist kommt sie vergesellschaftet mit anderen Armleuchteralgen und submersen Wasserpflanzen vor. Bestände der Art als Charakterart wurden als Pflanzengesellschaft Nitelletum opacae beschrieben.
Die Art lebt häufig im Flachwasser der ufernahen Zonen, kann aber aufgrund ihres geringen Lichtbedürfnisses weit in die Tiefenzonen vordringen. In den norddeutschen Seen liegt ihre Vorzugstiefe von 0,5 bis 8 Meter. In klaren Seen bildet sie oft einen Gürtel an der absoluten Tiefengrenze für makrophytische Wasserpflanzen, unterhalb von fünf Meter Tiefe. In klaren Seen kann sie 20 bis 30 Meter Tiefe, nach vereinzelten Angaben sogar 40 bis 60 Meter Tiefe erreichen.

## Verbreitung
Die Art ist beinahe weltweit verbreitet. In Europa kommt die Art von der Mittelmeerregion bis in den hohen Norden vor. In Nordeuropa gehört sie zu den häufigsten Arten nördlich des Polarkreises und erreicht nahezu den Nordrand des Kontinents. Das Verbreitungsgebiet umfasst große Teile Asiens, Afrikas, Nordamerika (USA, Kanada und Mexiko) und Südamerika, wo sie etwa in Chile oder im Süden Brasiliens nachgewiesen ist. In Neuseeland kommt sie in Seen der Nordinsel vor.
Verbreitungsschwerpunkte in Deutschland sind die Rheinebene, die bayrischen Voralpenseen, auf dem Mecklenburgischen Höhenrücken und das mittlere Saale-Gebiet. Im nordwestdeutschen Tiefland kommt sie nur punktuell vor. Insgesamt ist die Art wesentlich seltener als Nitella flexilis.

## Gefährdung und Schutz
Trotz der weiten ökologischen Amplitude der Art ist sie vielerorts in Mitteleuropa eher selten und gegenüber früheren Angaben im Bestand rückläufig. In Schleswig-Holstein war die Dunkle Glanzleuchteralge Ende des 19. Jahrhunderts noch die häufigste Nitella-Art, 2002 waren davon nur noch zwei Wuchsorte auffindbar. Auch die Bestände in Sachsen sind erloschen, in den meisten anderen deutschen Bundesländern stark rückläufig. Seit etwa 2010 gibt es in einigen Regionen verstreute Neufunde, oft in neu geschaffenen Abgrabungsgewässern. Die Art gilt als bestandsbedroht aufgrund der Verschmutzung und Eutrophierung der Gewässer (mit verstärkter Wassertrübung), Nutzungsintensivierung, z. B. durch Fischerei, Sport und Freizeitnutzung und Grundwasserabsenkung. In der Roten Liste der deutschen Armleuchteralgen ist sie in der Kategorie 3, gefährdet, aufgeführt. In der Schweiz sind etwa vierzig rezente Vorkommen der Art bekannt.

## Taxonomie und Systematik
Der Name wurde, als Chara opaca in der 1824 erschienenen Dissertation des schwedischen Botanikers Arvid Bruzelius eingeführt, sie wurde durch deren Betreuer, den Botaniker Carl Adolph Agardh in dessen Werk Systema Algarum noch im selben Jahr in die von ihm neu beschriebene Gattung Nitella transferiert, deren Typusart sie ist. Innerhalb der Gattung wird sie in die Untergattung Nitella, Sektion Nitella eingeordnet; diese steht nach genetischen Untersuchungen innerhalb der Gattung basal. Nitella ist eine artenreiche, weltweit verbreitete Gattung mit deutlich mehr als 200 Arten, von denen 10 auch in Mitteleuropa vorkommen.
Einer taxonomischen Revision durch den amerikanischen Botaniker Richard Dawson Wood folgend betrachten einige Botaniker Nitella opaca nicht als spezifisch verschieden von Nitella flexilis, betrachten also den Artnamen als Synonym. Dieser Auffassung folgen etwa spanische Botaniker bis heute. Der Auffassung zufolge handelt es sich also um eine Art mit einhäusigen und zweihäusigen Sippen. Der korrekte Name der Sippe wäre dann, wenn man sie von der typischen Nitella flexilis unterscheiden möchte, Nitella flexilis var. flexilis f. opacoides (Bruzelius) R.D. Wood. Die meisten Forscher halten aber zwei getrennte Arten aufrecht. Ein Argument dafür ergibt sich aus den Chromosomen: Nitelle opaca besitzt sechs Chromosomen, Nitella flexilis zwölf, von denen sechs homolog zu denjenigen von Nitella obtusa sind.